# Nicola Fago
Francesco Nicola Fago detto il Tarantino (Taranto, 26 febbraio 1677 – Napoli, 18 febbraio 1745) è stato un compositore italiano.

## Biografia
Figlio di Cataldo Antonio e Giustina Tursi, nacque a Taranto, ma iniziò gli studi musicali a Napoli presso il Conservatorio della Pietà dei Turchini (1693–1695) sotto la guida di Francesco Provenzale.
Nel 1697 fu nominato maestro supplente dello stesso Conservatorio e dopo pochi anni (1705) succedette al vecchio Provenzale come primo maestro di contrappunto e composizione, carica che mantenne fino al 1740. Nel 1709 fu eletto contemporaneamente maestro di cappella al Tesoro di san Gennaro, carica che mantenne fino al 1731. Dal 1736 fu maestro di cappella di San Giacomo degli Spagnuoli. Fra i suoi migliori allievi figurano Nicola Sala, Leonardo Leo, Niccolò Jommelli, Giuseppe de Majo, Carmine Giordano e Francesco Feo. Fago compose musica sacra e da teatro con uno stile elegante e puro ma che mancò di originalità.
Il 23 novembre 1701 si sposò con Caterina Speranza Grimaldi, sorella del celebre cantante castrato Nicolò Grimaldi detto Cavalier Nicolino. Da quest'unione nacquero 11 figli: Lorenzo (1704), Francesco (1705), Cristoforo (1707), Teresa (1708), Gennaro (1709), Caterina (1710), Federico (1712), Giuseppe (1714), Domenico (1718), Carlo (1719) e Saverio (?); di questi 5 morirono in tenera età. Solo il primogenito, Lorenzo, seguì le orme paterne e fu anch'egli compositore e pedagogo presso il Conservatorio della Pietà dei Turchini.
Morì a Napoli il 18 febbraio 1745 ed ottenne sepoltura nella chiesa e congregazione di San Carlo dei 63 Sacerdoti e Altrettanti Benefattori.

## Opere
- Lo Masiello, dramma, 1712
- L'Astarte, dramma, 1709
- Il Radamista, dramma, 1707
- La Dafne, favola pastorale in stile arcadico, 1714
- Cassandra Indovina, dramma, 1711
- "Magnificat" a dieci voci con strumenti
- "Stabat Mater" a quattro voci con quartetto, 1719 ca.
- Il Faraone Sommerso, oratorio, 1709
- Le fenzejune abbendurate, 1710
- La Cianna, commedia, 1711